# Mariem Hassan, la voz del Sáhara
Pour plus de détails, voir Fiche technique et Distribution.
Mariem Hassan, la voz del Sáhara est un film documentaire espagnol réalisé en 2007.

## Synopsis
Mariem Hassan est la voix Sahara, la voix du désert. Adorée par les sahraouis en exil, elles représente un des symboles qui encourage à l’espoir pour ceux qui demeurent dans les territoires occupés par le Maroc. Intelligente et d’une voix prodigieuse, elle a réussi à situer la musique traditionnelle sahraouie dans les XXIe siècle grâce à une attirante mise à jour. Ce documentaire retrace une vie jalonnée de mésaventures que Mariem a surmontées avec courage et ténacité. Nous assistons à cette transformation artistique qui l’a rendue une des figures plus charismatiques et respectées du panorama actuel des musiques du monde.

## Fiche technique
- Réalisation : Manuel Domínguez
- Production : Canalmicro S. L., Manuel Domínguez
- Scénario : Manuel Domínguez
- Musique : Mariem Hassan
- Son : Hugo Westerdahl, Guilleromo Baqué
- Montage : Sonia Marques, Manuel Domínguez
- Interprètes : Mariem Hassan